# Canton de Castanet-Tolosan
Le canton de Castanet-Tolosan est une circonscription électorale française de l'arrondissement de Toulouse, dans le département de la Haute-Garonne en région Occitanie.

## Histoire
Le canton de Castanet-Tolosan a été créé en 1921.
Un nouveau découpage territorial de la Haute-Garonne entre en vigueur à l'occasion des élections départementales de mars 2015, défini par le décret du 13 février 2014, en application des lois du 17 mai 2013 (loi organique 2013-402 et loi 2013-403). Les conseillers départementaux sont, à compter de ces élections, élus au scrutin majoritaire binominal mixte. Les électeurs de chaque canton élisent au Conseil départemental, nouvelle appellation du Conseil général, deux membres de sexe différent, qui se présentent en binôme de candidats. Les conseillers départementaux sont élus pour 6 ans au scrutin binominal majoritaire à deux tours, l'accès au second tour nécessitant 12,5 % des inscrits au 1er tour. En outre la totalité des conseillers départementaux est renouvelée. Ce nouveau mode de scrutin nécessite un redécoupage des cantons dont le nombre est divisé par deux avec arrondi à l'unité impaire supérieure si ce nombre n'est pas entier impair, assorti de conditions de seuils minimaux. Dans la Haute-Garonne, le nombre de cantons passe ainsi de 53 à 27. La composition du canton de Castanet-Tolosan reste inchangée.
Le canton est entièrement inclus dans l'arrondissement de Toulouse. Le bureau centralisateur est situé à Castanet-Tolosan.

## Représentation

### Conseillers généraux de 1833 à 2015
| Période      | Période          | Identité                    | Étiquette                           | Qualité                                                                                       |
| ------------ | ---------------- | --------------------------- | ----------------------------------- | --------------------------------------------------------------------------------------------- |
| 1833         | 1848             | Louis Auguste Marie Fraisse |                                     | Avocat, juge de paix du Canton de Toulouse-Nord                                               |
| 1848         | 1852             | Victor Barde                |                                     | Docteur en médecine à Castanet                                                                |
| 1852         | 1869             | Alphonse Roques             |                                     | Maître de poste Maire de Castanet                                                             |
| 1869         | 1880             | Casimir de Planet           | Droite                              | Propriétaire à Toulouse Ancien Maire de Pechbusque                                            |
| 1880         | 1886             | Gabriel Rodière             | Républicain                         | Professeur à la Faculté de droit de Toulouse Adjoint au Maire de Toulouse                     |
| 1886         | 1892             | Casimir de Planet           | Droite                              | Propriétaire à Toulouse                                                                       |
| 1892         | 1904 (décès)     | Xavier de Planet            | Conservateur rallié à la République | Propriétaire, Maire de Mervilla                                                               |
| 1904         | 1919             | Paul Armaing                | Républicain                         | Maire d'Auzeville                                                                             |
| 1919         | 1940             | Louis Delherm               | Rad.                                | Médecin Maire d'Auzeville, conseiller d'arrondissement nommé conseiller départemental en 1943 |
|              |                  |                             |                                     |                                                                                               |
| 1945         | 1955             | Damase Auba (1885-1964)     | Rad.                                | Tonnelier, foudrier Maire de Castanet-Tolosan (1945-1960)                                     |
| 1955         | 1960 (démission) | Roger Le Goux               | Rad.ind.                            | Conseiller de tribunal administratif Maire de Péchabou                                        |
| 27 mars 1960 | 1967             | Lucien Sabathé              | MRP                                 | Vétérinaire Maire de Castanet-Tolosan                                                         |
| 1967         | 1983             | Hubert Vidal                | SFIO puis PS                        | Professeur à Toulouse Maire de Castanet-Tolosan                                               |
| 1983         | 1992             | Claude Ducert               | PS                                  | Ingénieur Député de 1988 à 1993 Maire de Labège de 1971 à 2008                                |
| 1992         | 1998             | Etienne Lourme              | UDF                                 | Responsable de sécurité de la navigation Maire-adjoint de Saint-Orens-de-Gameville            |
| 1998         | 2011             | Louis Bardou                | PS                                  | Professeur Maire de Castanet-Tolosan (1992 à 2001)                                            |
| 2011         | 2015             | Muriel Pruvot               | PS                                  | Chercheur en sciences politiques Adjointe au maire de Saint-Orens-de-Gameville (2008 à 2020)  |

### Conseillers d'arrondissement (de 1833 à 1940)
| Période                                  | Période | Identité                 | Étiquette           | Qualité |
| ---------------------------------------- | ------- | ------------------------ | ------------------- | --- |
| 1833                                     | 1839    | M. Caubet                |                     | Conseiller à la Cour royale de Toulouse                                                                     |
| 1839                                     | 1848    | Léopold Guitton          |                     | Propriétaire à Toulouse                                                                                     |
|                                          |         |                          |                     | |
| 1877                                     |         | Alfred Ducassé           | Républicain Libéral | Propriétaire, maire de Rebigue Président du Conseil d'arrondissement                                        |
|                                          |         |                          |                     | |
| 1910                                     | 1919    | Louis Delherm            | Rad.                | Médecin Maire d'Auzeville                                                                                   |
| 1919                                     | 1925    | M. Legoux                |                     | Propriétaire à Toulouse, conseiller municipal de Péchabou                                                   |
| 1925                                     | 1937    | Jean Carrière            | Radical             | Industriel, maire de Lacroix-Falgarde                                                                       |
| 1937                                     | 1940    | Jules Barthe (1891-1977) | Radical             | Fabricant de bougies, maire de Castanet-Tolosan                                                             |
| 1940                                     |         |                          |                     | Les conseils d'arrondissement ont été suspendus par la loi du 12 octobre 1940 et n'ont jamais été réactivés |
| Les données manquantes sont à compléter. |         |                          |                     | |

### Conseillers départementaux après 2015
| Période élective | Période élective | Mandat | Mandat   | Identité              | Nuance | Nuance | Qualité |
| ---------------- | ---------------- | ------ | -------- | --------------------- | ------ | ------ | --- |
| 2015             | 2021             | 2015   | 2021     | Muriel Pruvot         |        | PS     | Adjointe au maire de Saint-Orens-de-Gameville (2008 à 2014)                                                  |
| 2015             | 2021             | 2015   | 2021     | Bernard Bagneris      |        | DVG    | Cadre de la fonction publique Conseiller municipal de Castanet-Tolosan jusqu'en 2020                         |
| 2021             | 2028             | 2021   | en cours | Bernard Bagneris      |        | DVG    | Conseiller sortant 9e Vice-président Agriculture durable - Circuits courts - Agroalimentation                |
| 2021             | 2028             | 2021   | en cours | Aude Lumeau-Preceptis |        | PS     | Attachée en communication, ancienne conseillère régionale Conseillère municipale de Saint-Orens-de-Gameville |

### Résultats détaillés

#### Élections de mars 2015
À l'issue du 1er tour des élections départementales de 2015, deux binômes sont en ballottage : Elisabeth Barral et Arnaud Lafon (DVD, 34,09 %) et Muriel Pruvot et Bernard Bagneris (Union de la Gauche, 31,61 %). Le taux de participation est de 57,46 % (17 839 votants sur 31 045 inscrits) contre 52,11 % au niveau départemental et 50,17 % au niveau national.
Au second tour, Muriel Pruvot et Bernard Bagneris (Union de la Gauche) sont élus avec 65,81 % des suffrages exprimés et un taux de participation de 50,04 % (8 148 voix pour 17 647 votants et 31 040 inscrits).

#### Élections de juin 2021
Le premier tour des élections départementales de 2021 est marqué par un très faible taux de participation (33,26 % au niveau national). Dans le canton de Castanet-Tolosan, ce taux de participation est de 41,56 % (13 594 votants sur 32 707 inscrits) contre 36,67 % au niveau départemental. À l'issue de ce premier tour, deux binômes sont en ballottage : Bernard Bagneris et Aude Lumeau-Preceptis (Union à gauche, 34,03 %) et Julien Abbas et Carole Fabre (Union au centre et à droite, 23,46 %).
Le second tour des élections est marqué une nouvelle fois par une abstention massive équivalente au premier tour. Les taux de participation sont de 34,36 % au niveau national, 36,26 % dans le département et 41,46 % dans le canton de Castanet-Tolosan. Bernard Bagneris et Aude Lumeau-Preceptis (Union à gauche) sont élus avec 61,13 % des suffrages exprimés (7 754 voix pour 13 531 votants et 32 639 inscrits),,.

## Composition
À la suite du redécoupage de 2014, la composition du canton reste inchangée. Le canton de Castanet-Tolosan comprend 15 communes.
| Nom                                      | Code Insee | Intercommunalité   | Superficie (km2) | Population (dernière pop. légale) | Densité (hab./km2) | Modifier                                    |
| ---------------------------------------- | ---------- | ------------------ | ---------------- | --------------------------------- | ------------------ | ------------------------------------------- |
| Castanet-Tolosan (bureau centralisateur) | 31113      | CA du Sicoval      | 8,22             | 15 264 (2022)                     | 1 857              | modifier les données · modifier les données |
| Aureville                                | 31025      | CA du Sicoval      | 6,80             | 1 022 (2022)                      | 150                | modifier les données · modifier les données |
| Auzeville-Tolosane                       | 31035      | CA du Sicoval      | 6,66             | 4 451 (2022)                      | 668                | modifier les données · modifier les données |
| Auzielle                                 | 31036      | CA du Sicoval      | 4,59             | 1 621 (2022)                      | 353                | modifier les données · modifier les données |
| Clermont-le-Fort                         | 31148      | CA du Sicoval      | 10,04            | 526 (2022)                        | 52                 | modifier les données · modifier les données |
| Goyrans                                  | 31227      | CA du Sicoval      | 5,75             | 847 (2022)                        | 147                | modifier les données · modifier les données |
| Labège                                   | 31254      | CA du Sicoval      | 7,65             | 4 316 (2022)                      | 564                | modifier les données · modifier les données |
| Lacroix-Falgarde                         | 31259      | CA du Sicoval      | 6,09             | 2 047 (2022)                      | 336                | modifier les données · modifier les données |
| Mervilla                                 | 31340      | CA du Sicoval      | 2,76             | 299 (2022)                        | 108                | modifier les données · modifier les données |
| Péchabou                                 | 31409      | CA du Sicoval      | 3,57             | 2 465 (2022)                      | 690                | modifier les données · modifier les données |
| Pechbusque                               | 31411      | CA du Sicoval      | 3,14             | 982 (2022)                        | 313                | modifier les données · modifier les données |
| Rebigue                                  | 31448      | CA du Sicoval      | 5,16             | 493 (2022)                        | 96                 | modifier les données · modifier les données |
| Saint-Orens-de-Gameville                 | 31506      | Toulouse Métropole | 13,06            | 14 229 (2022)                     | 1 090              | modifier les données · modifier les données |
| Vieille-Toulouse                         | 31575      | CA du Sicoval      | 5,53             | 1 224 (2022)                      | 221                | modifier les données · modifier les données |
| Vigoulet-Auzil                           | 31578      | CA du Sicoval      | 3,46             | 1 021 (2022)                      | 295                | modifier les données · modifier les données |
| Canton de Castanet-Tolosan               | 3104       |                    | 92,48            | 50 807 (2022)                     | 549                | modifier les données                        |

## Démographie

### Démographie avant 2015
| 1962  | 1968  | 1975   | 1982   | 1990   | 1999   | 2006   | 2011   | 2012   |
| ----- | ----- | ------ | ------ | ------ | ------ | ------ | ------ | ------ |
| 5 372 | 6 594 | 14 110 | 21 903 | 29 288 | 35 957 | 37 689 | 40 979 | 41 410 |

### Démographie depuis 2015
En 2022, le canton comptait 50 807 habitants, en évolution de +14,67 % par rapport à 2016 (Haute-Garonne : +8,02 %, France hors Mayotte : +2,11 %).
| 2013   | 2018   | 2022   |
| ------ | ------ | ------ |
| 42 661 | 46 329 | 50 807 |